# Deutsche Leichtathletik-Meisterschaften 1972
Die 72. Deutschen Leichtathletik-Meisterschaften wurden vom 20. bis zum 23. Juli 1972 in München ausgetragen. Hauptveranstaltungsort war das dortige Olympiastadion, in dem von August bis September desselben Jahres die Spiele der XX. Olympiade ausgetragen wurden.

## Ausgelagerte Disziplinen
Wie in den Jahren zuvor wurden weitere Meisterschaftstitel an verschiedenen anderen Orten vergeben, in der folgenden Auflistung in chronologischer Reihenfolge benannt.
- Waldläufe – Hamburg, 8. April mit Einzel- / Mannschaftswertungen für Frauen und Männer auf jeweils zwei Streckenlängen (Mittel- / Langstrecke)
- 50-km-Gehen (Männer) – Eschborn, 17. Juni mit Einzel- und Mannschaftswertung
- Langstaffeln, Frauen: 3 × 800 m / Männer: 4 × 800 m und 4 × 1500 m sowie
Mehrkämpfe (Frauen: Fünfkampf) / (Männer: Fünf- und Zehnkampf) mit der Einzelwertung im Männerfünfkampf und den Mannschaftswertungen  – Offenbach am Main, 23./24. September
- Marathonlauf (Männer) – Dudenhofen, 21. Oktober mit Einzel- / Mannschaftswertung[2]

## Sportliche Leistungen
Mit Sicht auf die Olympischen Spiele im eigenen Land waren im deutschen Sport große Anstrengungen für ein gutes Abschneiden gemacht worden. Dies führte in der Leichtathletik zu einem besonders hohen Leistungsstand, der sich bei den Olympischen Spielen mit sechs Goldmedaillen und weiteren Spitzenplatzierungen auszahlen sollte.
Zu den Deutschen Meistern gehörten unter anderem bei den Herren Karl Honz im 400-Meter-Lauf, Hermann Magerl im Hochsprung und Reinhard Kuretzky im Stabhochsprung. Bei den Frauen sicherte sich Heide Rosendahl die Titel im Weitsprung und im Fünfkampf. Elfgard Schittenhelm gewann den 100-, Annegret Kroniger den 200-Meter-Lauf und im Diskuswurf siegte Liesel Westermann.

### Rekorde
Es wurden ein neuer Europarekord (ER) aufgestellt und es gab einen egalisierten bundesdeutschen Rekord (BRe).
- Europarekord, 400-Meter-Lauf: 44,70 s – Karl Honz (VfB Stuttgart)[3]
- Egalisierter bundesdeutscher Rekord, 200-Meter-Lauf: 23,10 s – Annegret Kroniger (USC Mainz)

## Medaillengewinner Männer
Die folgenden Übersichten fassen die Medaillengewinner und -gewinnerinnen zusammen. Eine ausführlichere Übersicht mit den jeweils ersten sechs in den einzelnen Disziplinen findet sich unter dem Link Deutsche Leichtathletik-Meisterschaften 1972/Resultate.
| Disziplin                                   | Gold                                                                                      | Leistung             | Silber                                                                      | Leistung             | Bronze                                                                          | Leistung               |
| ------------------------------------------- | ----------------------------------------------------------------------------------------- | -------------------- | --------------------------------------------------------------------------- | -------------------- | ------------------------------------------------------------------------------- | ---------------------- |
| 100 m                                       | Manfred Ommer (TSV Bayer 04 Leverkusen)                                                   | 10,43 s000           | Jobst Hirscht (SV Polizei Hamburg)                                          | 10,45 s0             | Gerhard Wucherer (USC Mainz)                                                    | 10,48 s0               |
| 200 m                                       | Manfred Ommer (TSV Bayer 04 Leverkusen)                                                   | 20,48 s000           | Martin Jellinghaus (TSV Bayer 04 Leverkusen)                                | 20,78 s0             | Klaus Ehl (TV Wattenscheid 01)                                                  | 20,89 s0               |
| 400 m                                       | Karl Honz (VfB Stuttgart)                                                                 | 44,70 s              | Bernd Herrmann (TSV Bayer 04 Leverkusen)                                    | 45,32 s0             | Hermann Köhler (TV Wattenscheid 01)                                             | 46,03 s0               |
| 800 m                                       | Walter Adams (SV Salamander Kornwestheim)                                                 | 1:47,9 min00         | Franz-Josef Kemper (LG Ratio Münster)                                       | 1:48,2 min           | Josef Schmid (LG Saulgau)                                                       | 1:48,4 min             |
| 1500 m                                      | Bodo Tümmler (SCC Berlin)                                                                 | 3:41,5 min00         | Paul-Heinz Wellmann (TV 1885 Haiger)                                        | 3:42,1 min           | Thomas Wessinghage (USC Mainz)                                                  | 3:42,2 min             |
| 5000 m                                      | Harald Norpoth (LG Ratio Münster)                                                         | 14:11,8 min00        | Jürgen May (LG Hanau)                                                       | 14:12,2 min          | Wolfgang Riesinger (LG Ratio Münster)                                           | 14:14,2 min            |
| 10.000 m                                    | Lutz Philipp (ASC Darmstadt)                                                              | 28:39,2 min00        | Günter Mielke (ASV Köln)                                                    | 28:44,6 min          | Gerhard Fontana (USC Heidelberg)                                                | 29:07,8 min            |
| Marathon                                    | Lutz Philipp (ASC Darmstadt)                                                              | 2:16:09 h00000       | Günter Mielke (ASV Köln)                                                    | 2:17:18 h0000        | Manfred Steffny (TSV Bayer 04 Leverkusen)                                       | 2:19:40 h0000          |
| Marathon, Mannschaftswertung                | ASC Darmstadt 1Lutz Philipp Falko Will Helmut Reitz                                       | 7:00:18 h00000       | VfL WolfsburgUlrich Hutmacher Wolfgang Soukup Jürgen Behrens                | 7:13:12 h0000        | ASC Darmstadt 2Klaus Werther Helmut Jesberg Oswald Engel                        | 7:17:14 h0000          |
| 110 m Hürden                                | Günther Nickel (TSV Bayer 04 Leverkusen)                                                  | 13,67 s000           | Eckart Berkes (USC Mainz)                                                   | 14,02 s0             | Manfred Schumann (TSV Bayer 04 Leverkusen)                                      | 14,07 s0               |
| 400 m Hürden                                | Dieter Büttner (TSV Bayer 04 Leverkusen)                                                  | 49,21 s000           | Rainer Schubert (TSV 1860 München)                                          | 49,39 s0             | Rolf Ziegler (SKV Eglosheim)                                                    | 49,55 s0               |
| 3000 m Hindernis                            | Willi Wagner (TV Wattenscheid 01)                                                         | 8:31,4 min00         | Willi Maier (TSV Genkingen)                                                 | 8:32,8 min           | Hans-Dieter Schulten (TV Wattenscheid 01)                                       | 8:36,4 min             |
| 4 × 100 m Staffel                           | TSV Bayer 04 LeverkusenMichael van Wickeren Hartmut Strempel Manfred Ommer Günther Nickel | 39,90 s000           | LG FrankfurtRainer Kallnik Gerold Hein Walter Linder Heinz Rienecker        | 40,38 s0             | LAC Quelle FürthKlaus-Dieter Jahn Hans Harald Werner Horst Haßlinger Jörg Baade | 40,64 s0               |
| 4 × 400 m Staffel                           | TSV Bayer 04 LeverkusenThomas Jordan Ulrich Reich Martin Jellinghaus Bernd Herrmann       | 3:05,2 min00         | TV 1885 HaigerBernd Weber Klaus Kneifel Hans Kneifel Walter Müller          | 3:11,5 min           | LC BonnFischer Gerhard Henrich Gerd Fischer Gerd Schröder                       | 3:11,7 min             |
| 4 × 800 m Staffel                           | SCC Berlin 1Jürgen Hacker Uwe Ohlrogge Günter Claßen Bodo Tümmler                         | 7:32,0 min00         | TV 1885 HaigerKneifel Joachim Wehnge Rothauer Paul-Heinz Wellmann           | 7:36,0 min           | SCC Berlin 2Lutz Derkow Harald Neugebauer Hoffmann Hanjo Meinecke               | 7:37,2 min             |
| 4 × 1500 m Staffel                          | LG Ratio MünsterFranz-Josef Kemper Urs Lufft Wolfgang Riesinger Harald Norpoth            | 15:15,2 min00        | VfL WolfsburgWolfgang Soukup Ulrich Hutmacher Reiner Burmester Werner Girke | 15:27,8 min          | USC HeidelbergDonald Arza / Panama Mutschler Hans-Peter Wieland Heintz          | 15:30,6 min            |
| 20-km-Gehen                                 | Bernd Kannenberg (LAC Quelle Fürth)                                                       | 1:33:48,2 h0000      | Heinz Mayr (VfL Wolfsburg)                                                  | 1:34:38,2 h00        | Siegfried Richter (SSV Ulm 1846)                                                | 1:34:56,2 h00          |
| 20-km-Gehen, Mannschaftswertung             | LAC Quelle FürthBernd Kannenberg Herbert Meier Alwin Reng                                 | 4:52:07,0 h0000      | SSV Ulm 1846Siegfried Richter Kraemer Lingk                                 | 5:04:10,8 h00        | LG SalzgitterGerhard Weidner Gerd Schuth Karl-Heinz Pape                        | 5:04:13,2 h00          |
| 50-km-Gehen                                 | Bernd Kannenberg (LAC Quelle Fürth)                                                       | 4:07:43,8 h0000      | Horst-Rüdiger Magnor (Eintracht Frankfurt)                                  | 4:12:00,4 h00        | Gerhard Weidner (LG Salzgitter)                                                 | 4:13:04,0 h00          |
| 50-km-Gehen, Mannschaftswertung             | LAC Quelle FürthBernd Kannenberg Herbert Meier Alwin Reng                                 | 13:14:59,2 h0000     | Eintracht FrankfurtHorst-Rüdiger Magnor Wilfried Wesch Jürgen Schönfeld     | 13:17:19,2 h00       | LG SalzgitterGerhard Weidner Gerd Schuth Frank Borrmann                         | 13:42:27,2 h00         |
| Hochsprung                                  | Hermann Magerl (LG Regensburg)                                                            | 2,15 m               | Lothar Doster (SV Salamander Kornwestheim)                                  | 2,10 m               | Heinz-Günter Zimmer (TV 1846 Alzey)                                             | 2,10 m                 |
| Stabhochsprung                              | Reinhard Kuretzky (TSV Bayer 04 Leverkusen)                                               | 5,20 m               | Volker Ohl (SG Arheilgen)                                                   | 5,10 m               | Robert Anders (TSV Berkheim)                                                    | 5,00 m                 |
| Weitsprung                                  | Hans Baumgartner (TV Heppenheim)                                                          | 8,09 m               | Josef Schwarz (TSV 1860 München)                                            | 8,04 m               | Andreas Gloerfeld (TSV Bayer 04 Leverkusen)                                     | 7,83 m                 |
| Dreisprung                                  | Richard Kick (TSV 1860 München)                                                           | 15,76 m              | Joachim Kugler (USC Mainz)                                                  | 15,75 m              | Bernhard Stierle (SV Salamander Kornwestheim)                                   | 15,61 m                |
| Kugelstoßen                                 | Ralf Reichenbach (OSC Berlin)                                                             | 20,15 m              | Heinfried Birlenbach (LG Siegen)                                            | 19,78 m              | Traugott Glöckler (USC Heidelberg)                                              | 19,73 m                |
| Diskuswurf                                  | Dirk Wippermann (Rot-Weiß Oberhausen)                                                     | 60,28 m              | Heimo Reinitzer / Österreich (TSV Wedel)                                    | 59,10 m              | Hein-Direck Neu (TSV Bayer 04 Leverkusen)                                       | 58,84 m                |
| Hammerwurf                                  | Edwin Klein (USC Mainz)                                                                   | 73,02 m              | Karl-Hans Riehm (TV Germania Trier)                                         | 70,90 m              | Uwe Beyer (USC Mainz)                                                           | 70,44 m                |
| Speerwurf                                   | Klaus Wolfermann (SV Gendorf)                                                             | 85,50 m              | Hanno Struse (TSV Bayer 04 Leverkusen)                                      | 78,86 m              | Günter Glasauer (USC Heidelberg)                                                | 77,78 m                |
| Fünfkampf, 1965er W. 2. Zeile: 1985er Wert. | Manfred Bock (LG ESV/PSV Essen)                                                           | 3538 P (3694 P)      | Axel Jelten (SV Saar 05 Saarbrücken)                                        | 3498 P (3655 P)      | Karl-Jürgen Leyhe (TV Wattenscheid 01)                                          | 3479 P (3607 P)        |
| Fünfkampf, Mannschaftswertung               | TV Wattenscheid 01Karl-Jürgen Leyhe Werner Antoskiewicz Klaus Ehl                         | 10.522 P             | LG ESV/PSV EssenManfred Bock Wolfgang Tilly Saxe                            | 10.085 P             | SV Salamander KornwestheimHorst Kley Engelbert Pöß Gerhard Fichter              | 9.632 P                |
| Zehnkampf, 1965er W. 2. Zeile: 1985er Wert. | Horst Beyer (VfL Wolfsburg)                                                               | 7956 P (7895 P)      | Hans-Joachim Perk (TSV Bayer 04 Leverkusen)                                 | 7792 P (7740 P)      | Werner Hägele (USC München)                                                     | 7455 P (7380 P)        |
| Zehnkampf, Mannschaftswertung               | LG TroisdorfUli Schmedemann Rolf Overath Wolfgang Beckmann                                | 20.661 P             | LG BraunschweigHenning Oelschlägel Ulrich Ammerpohl Reichel                 | 19.980 P             | TSV WedelThieße Fett Höft                                                       | 19.123 P               |
| Waldlauf Mittelstrecke – 4,9 km             | Harald Norpoth (LG Ratio Münster)                                                         | 14:28 min00          | Wolfgang Riesinger (LG Ratio Münster)                                       | 14:28 min            | Hans-Dieter Schulten (TV Wattenscheid 01)                                       | 14:34 min              |
| Waldlauf Mittelstrecke, Mannschaftswertung  | TV Wattenscheid 01Hans-Dieter Schulten Joachim Ließ Willi Wagner                          | 12 P (Plätze 3/4/6)  | LG Ratio MünsterHarald Norpoth Wolfgang Riesinger Heinz-Gerd Mölders        | 22 P (Plätze 1/2/19) | Hamburger SVErk Maasch Sonntag Daduda                                           | 56 P (Plätze 5/18/33)  |
| Waldlauf Langstrecke – 12,0 km              | Lutz Philipp (ASC Darmstadt)                                                              | 36:06,4 min00        | Detlef Uhlemann (LC Bonn)                                                   | 36:11,2 min          | Gerhard Fontana (USC Heidelberg)                                                | 36:17,4 min            |
| Waldlauf Langstrecke, Mannschaftswertung    | ASC DarmstadtLutz Philipp Oswald Engel Helmut Jesberg                                     | 21 P (Plätze 1/9/11) | LC BonnDetlef Uhlemann Gerd Escher Berthold Werthmann                       | 25 P (Plätze 2/4/19) | ASC DarmstadtAri Vuorenmaa Falko Will Werner Schumann                           | 42 P (Plätze 13/14/15) |

## Medaillengewinnerinnen Frauen
| Disziplin                                   | Gold                                                                            | Leistung             | Silber                                                                        | Leistung              | Bronze                                                                                 | Leistung              |
| ------------------------------------------- | ------------------------------------------------------------------------------- | -------------------- | ----------------------------------------------------------------------------- | --------------------- | -------------------------------------------------------------------------------------- | --------------------- |
| 100 m                                       | Elfgard Schittenhelm geb. Weismann (OSC Berlin)                                 | 11,30 s0000          | Heide Rosendahl (TuS 04 Leverkusen)                                           | 11,45 s0              | Christiane Krause (ASC Darmstadt)                                                      | 11,45 s0              |
| 200 m                                       | Annegret Kroniger (USC Mainz)                                                   | 23,10 s BRe          | Christiane Krause (ASC Darmstadt)                                             | 23,61 s0              | Annelie Wilden geb. Klum (LC Bonn)                                                     | 23,98 s0              |
| 400 m                                       | Rita Wilden geb. Jahn (TuS 04 Leverkusen)                                       | 52,14 s0000          | Christel Frese (ASV Köln)                                                     | 52,89 s0              | Anette Rückes (TuS Rot-Weiß Koblenz)                                                   | 53,10 s0              |
| 800 m                                       | Sylvia Schenk (Eintracht Frankfurt)                                             | 2:03,2 min00         | Hildegard Falck geb. Janze (VfL Wolfsburg)                                    | 2:03,2 min            | Gisela Ellenberger (TuS 04 Leverkusen)                                                 | 2:04,5 min            |
| 1500 m                                      | Ellen Tittel (TuS 04 Leverkusen)                                                | 4:15,8 min00         | Gerda Ranz geb. Klöpfer (TV Erkheim)                                          | 4:19,0 min            | Brigitte Kraus (LG Rhein-Berg)                                                         | 4:23,0 min            |
| 100 m Hürden                                | Heidi Schüller (TSV Bayer 04 Leverkusen)                                        | 13,28 s0000          | Margit Bach (TSV Bayer 04 Leverkusen)                                         | 13,50 s0              | Marlies Koschinski (Arminia Ochtrup)                                                   | 13,74 s0              |
| 4 × 100 m Staffel                           | TuS 04 LeverkusenJutta Kahmeier Uta Nolte Rita Wilden geb. Jahn Heide Rosendahl | 44,53 s0000          | LC BonnMarlies Kühn Annelie Wilden geb. Klum Elvira Possekel Brigitte Killius | 45,34 s0              | OSC BerlinElfgard Schittenhelm geb. Weismann Sabine Jaenke Evelin Borrmann Silvia Böhm | 45,72 s0              |
| 3 × 800 m Staffel                           | TuS 04 LeverkusenChristel Trompler Ellen Tittel Gisela Ellenberger              | 6:31,6 min00         | VfL WolfsburgHannelore Heyn Gudrun Riehl Hildegard Falck geb. Janze           | 6:43,0 min            | Eintracht FrankfurtBogensberger Schoch Silvia Böhm                                     | 6:48,2 min            |
| Hochsprung                                  | Ellen Mundinger (LG Offenburg)                                                  | 1,82 m               | Renate Gärtner (SG Schlüchtern)                                               | 1,79 m                | Ulrike Meyfarth (LG Rhein-Ville)                                                       | 1,79 m                |
| Weitsprung                                  | Heide Rosendahl (TuS 04 Leverkusen)                                             | 6,72 m               | Heidi Schüller (TSV Bayer 04 Leverkusen)                                      | 6,43 m                | Brigitte Göhrs (TK Hannover)                                                           | 6,31 m                |
| Kugelstoßen                                 | Marlene Fuchs geb. Klein (TSC Euskirchen)                                       | 16,50 m              | Sigrun Kofink geb. Grabert (LG Tübingen)                                      | 16,16 m               | Brigitte Berendonk (USC Heidelberg)                                                    | 15,89 m               |
| Diskuswurf                                  | Liesel Westermann (TuS 04 Leverkusen)                                           | 60,84 m              | Brigitte Berendonk (USC Heidelberg)                                           | 55,16 m               | Anne-Chatrine Rühlow geb. Lafrenz (Preußen Münster)                                    | 53,38 m               |
| Speerwurf                                   | Ameli Koloska geb. Isermeyer (USC Mainz)                                        | 57,12 m              | Anneliese Gerhards geb. Jansen (TuS 04 Leverkusen)                            | 55,16 m               | Christa Peters geb. Sander (TK Hannover)                                               | 53,04 m               |
| Fünfkampf, 1971er W. 2. Zeile: 1981er Wert. | Heide Rosendahl (TuS 04 Leverkusen)                                             | 4543 P (4554 P)      | Karen Mack (TSV 1860 München)                                                 | 4371 P (4333 P)       | Margot Eppinger (LG Filder)                                                            | 4367 P (4331 P)       |
| Fünfkampf, Mannschaftswertung               | TuS 04 LeverkusenChristel Voß Ellenberger Eva Wilms                             | 11.187 P             | Düsseldorfer SC 99Martin Leboterf Werner                                      | 10.959 P              | LG USC BochumKathrin Witteborg Angelika Ibing Markert                                  | 10.644 P              |
| Waldlauf Mittelstrecke – 1,5 km             | Ellen Tittel (TuS 04 Leverkusen)                                                | 4:23,6 min00         | Christel Frese (ASV Köln)                                                     | 4:26,2 min            | Gerda Klöpfer (TV Erkheim)                                                             | 4:29,5 min            |
| Waldlauf Mittelstrecke, Mannschaftswertung  | TuS 04 LeverkusenEllen Tittel Angelika Bittrich Erika Weinstein geb. Götz       | 11 P (Plätze 1/4/6)  | ASV KölnChristel Frese Gertrud Theißen Rita Windbrake                         | 15 P (Plätze 2/5/8)   | LG Nordwest HamburgInge Bödding geb. Eckhoff Ruth Schwichtenberg von Bargen            | 54 P (Plätze 7/23/24) |
| Waldlauf Langstrecke – 3,8 km               | Ellen Tittel (TuS 04 Leverkusen)                                                | 12:51,6 min00        | Marlene Weiland geb. Loris (TV 1895 Elm)                                      | 13:19,8 min           | Christa Kofferschläger (Barmer TV 1846 Wuppertal)                                      | 13:39,0 min           |
| Waldlauf Langstrecke, Mannschaftswertung    | Barmer TV 1846 WuppertalChrista Kofferschläger Manuela Preuß Doris Schewe       | 32 P (Plätze 3/8/21) | SCC BerlinGerda Reinke Ursula Blaschke Sieglinde Bludau                       | 34 P (Plätze 7/12/15) | TuS 04 LeverkusenEllen Tittel Diehl Christel Trompler                                  | 34 P (Plätze 1/13/20) |